# Келе-Нумаз (синагога, Дербент)
Келе-Нумаз — синагога в дагестанском Дербенте на улице Таги-Заде, дом 94. Центр духовной жизни евреев Дербента.

## История
Дербент в XIX столетии заселялся по такому принципу: верхняя, самая старая часть города, ближе к Нарын-кала, — мусульманская; в центральной, равнинной части — жили преимущественно евреи, а ещё ниже, ближе к морю — армяне и русские. Тогда главную еврейскую улицу Таги-Заде называли «Келе-Куче» что означает «Большая (длинная) улица», а другое её название — «Джугут махаля» (Еврейский квартал). На этой улице и стоит Большая дербентская синагога — «Келе-Нумаз».
В 2021 году правление синагоги Келе-Нумаз получило в подарок официальный сайт http://kelenumaz.ru/, в память об известном раввине Асафе Итоме Пинхасове.
Синагога «Келе-Нумаз» была построена на средства пяти братьев — купцов Ханукаевых. Архитектор, подготовивший проект здания неизвестен. Синагога была открыта в 1914 году. Однако за прошедшие сто лет здание сильно устарело. В настоящее время синагога находится в ведомстве ФЕОР.
К моменту установления советской власти в городе существовало 11 еврейских культовых сооружений, в том числе: синагога «Келе-Нумаз», построенная братьями Ханукаевыми, и синагога «Эшкенази» европейских евреев, молитвенные дома и молельни — «Хивро», «Ханухи», «Огьо», «Мильхочи», названные по именам их хозяев или по названиям тех селений, откуда пришли их основатели — «Орогьи» (Араг), «Мугъорти» (Мугарты) и «Пенджи» (Хели-Пенджи).
В ноябре 1903 года начальник гражданской части на Кавказе в ответ на просьбу горских евреев края предписал городу построить для горских евреев молельню, но чтобы она «…не именовалась ни синагогой, ни молитвенным домом или школой».
В феврале 1904 года еврейское общество обратилось к городским властям с просьбой о выделении земли под постройку новой синагоги.
В прошении говорилось, что ещё во времена дербентского хана горские евреи построили для себя синагогу на 2-й Комендантской улице (имелась в виду синагога «Мидраш Ильягу»), но со времени численность их увеличилось и синагога не вмешает молящихся, и поэтому еврейская общество просит выделить бесплатно участок под строительство новой синагоги.
Однако городские власти, руководствуясь вышеуказанным предписанием начальника на Кавказе, запрещавшего строительство в городе синагоги, выделили еврейской общине города участок в 300 кв. саженей для строительства молитвенного дома на углу Голицынской улицы (ныне ул. Буйнакского) и Колодезного переулка (ныне пер. Чапаева).

## Реставрация
В 2000 году синагога «Келе-Нумаз» находилась в аварийном состоянии. В 2009 году было проведено собрание членов общины, на котором было принято решение о её реконструкции.
Здание синагоги было разобрано и реконструировано с использованием старых камней и новых материалов, под руководством прораба Давыдова Агаруна Гадальяевича. Преобразовавшееся здание стало называться «Еврейским общинным центром», при котором особое, исторически предназначенное, место было выделено Синагоге «Келе-нумаз». На этот процесс было затрачено ровно 9 месяцев.
Над главным входом Еврейского общинного центра можно увидеть надпись, в переводе с иврита которая гласит: «И пусть они сделают Мне Святилище, и Я буду обитать среди них».
Общая площадь Еврейского общинного центра, в здании которого также были размещены офис раввинов, мужская и женская миквы, Муниципальный детский сад и Музей горских евреев, составляет 2500 м².
Синагогу открыли в торжественной обстановке 22 марта 2010 года, с присутствием Президента Дагестана Магомедсалама Магомедова и главного раввина России Берла Лазара.

## Современное положение
23 июня 2024 года синагога подверглась нападению и практически полностью была сожжена.